# Lenguas tallán-sechura
Las lenguas tallán-sechura (también tallanas o tallancas, y catacoanas) comprenden un grupo de lenguas escasamente documentadas de la costa y sierra norte de Perú, al noroeste del país, conocidas básicamente por la toponimia de la región y la lista de Martínez Compañón.
No existe acuerdo completo sobre qué lenguas deben considerarse dentro de la familia, de la lista de Compañón claramente la lengua de Colán y la lengua Catacaos están emparentadas y la lengua de Sechura tiene alrededor de un 30% de coincidencia con las otras, por no existe acuerdo sobre si debe considerarse emparentada con las otras dos, dada la evidencia disponible, ya que no se puede descartar que las coincidencias léxica sean el resultado de préstamos léxicos.

## Clasificación
La clasificación interna, aceptando provisionalmente el parentesco entre el sechura y las otras lenguas, con la evidencia disponible es la siguiente:
- Grupo Tallán (propiamente dicho)
  - Lengua del río Chira
  - Lengua de Colán
  - Lengua de Catacaos
- Grupo Sechurano
  - Lengua Sechura
  - Lengua de Olmos

### Relación con otras lenguas
Debido a su pobre conocimiento, no ha sido posible clasificar de modo definitivo de las lenguas tallancas. J. Greenberg y M. Ruhlen clasifican a las lenguas tallancas dentro de un grupo septentrional de las lenguas andinas, en conexión con su propuesta de la hipótesis amerindia. Sin embargo, esta clasificación se basa en datos muy pobres y la mayoría de los especialistas la consideran inconcluyente y altamente especulativa.

## Comparación léxica
Los siguientes términos permiten hacerse una idea de la cercanía de las lenguas tallán-sechuara:
| Tallán   | Tallán    | Sechura | Sechura  |
| -------- | --------- | ------- | -------- |
| 'río'    | turuyup   | tulut   | 'río'    |
| 'hijo/a' | ños-ma    | ños-ñi  | 'hijo/a' |
| 'luz'    | yura      | yoro    | 'sol'    |
| 'costa'  | coyu roro | roro    | mar      |
| 'mujer'  | cucatama  | cuctum  | 'mujer'  |
| 'pez'    | xuma      | jum     | 'pez'    |